# Copa Mundial de Béisbol Sub-12 de 2023
La Copa Mundial de Béisbol Sub-12 de 2023 es la séptima edición de la competición de béisbol oficial para jugadores de 11 y 12 años, organizado por la Confederación Mundial de Béisbol y Softbol. Su disputa se lleva a cabo por séptima ocasión en la ciudad de Tainan (República de China) del 28 de julio al 6 de agosto de 2023, sin embargo la primera jornada debió ser reprogramada debido a las incidencias en el país de las lluvias causadas por el tifón Doksuri.

## Participantes
Los siguientes 12 equipos calificaron para el torneo:
| Competición                                       | Sede           | Plazas | Clasificados                           |
| ------------------------------------------------- | -------------- | ------ | -------------------------------------- |
| Campeonato Europeo de Béisbol Sub-12 de 2023      | Viena          | 2      | Alemania República Checa               |
| Clasificados automáticamente                      | Taipéi         | 3      | China Taipéi Corea del Sur Japón       |
| Campeonato Panamericano de Béisbol Sub-12 de 2023 | Aguascalientes | 4      | Estados Unidos Venezuela Panamá México |
| Campeonato de Oceanía de Béisbol Sub-12 de 2023   |                | 1      | Australia                              |
| Comodines                                         | WBSC           | 2      | República Dominicana Nueva Zelanda     |
| TOTAL                                             | TOTAL          | 12     |                                        |

## Emparejamiento
La distribución de las selecciones fue presentada oficialmente en julio de 2023.
| Grupo A          | Ranking | 2021 |                      | Grupo B | Ranking | 2021 |
| ---------------- | ------- | ---- | -------------------- | ------- | ------- | ---- |
| China Taipéi (L) | 2       | 3    | Nueva Zelanda        | 38      | NP      |      |
| México           | 5       | 6    | Corea del Sur        | 4       | 5       |      |
| Venezuela        | 6       | 2    | Estados Unidos       | 3       | 1       |      |
| Australia        | 10      | NP   | República Checa      | 15      | 9       |      |
| Alemania         | 18      | NP   | República Dominicana | 9       | 4       |      |
| Japón            | 1       | 7    | Panamá               | 12      | 8       |      |

## Formato
Los 12 equipos clasificados fueron divididos en dos grupos de seis equipos. Se jugó con el sistema de todos contra todos.
Para la segunda ronda los tres mejores de cada grupo clasifican a la Súper ronda; y los tres peores clasifican a la Ronda de consolación. En esta fase, se arrastra los resultados obtenidos entre los tres equipos de cada grupo; y se pasan a disputar partidos contra los equipos del otro grupo, para completar cinco partidos.
Los dos primeros de la Súper ronda disputan la final, y los ubicados en el tercer y cuarto lugar, disputan el tercer lugar.

## Ronda de apertura
Se disputarán entre el 28 de julio y el 1 de agosto.
- Los horarios corresponden al huso horario de Tainan (UTC +08:00)

### Grupo A
| Equipo       | G | P | Av    | Dif | CA | CP |
| ------------ | - | - | ----- | --- | -- | -- |
| China Taipéi | 5 | 0 | 1.000 | -   |    |    |
| Venezuela    | 4 | 1 | 0.800 | 1   |    |    |
| Japón        | 3 | 2 | 0.600 | 2   |    |    |
| México       | 2 | 3 | 0.400 | 3   |    |    |
| Alemania     | 1 | 4 | 0.200 | 4   |    |    |
| Australia    | 0 | 5 | 0.000 | 5   |    |    |

     – Clasificados a la Súper Ronda.

    – Clasificados a la Ronda de consolación.

### Grupo B
| Equipo               | G | P | Av    | Dif | CA | CP |
| -------------------- | - | - | ----- | --- | -- | -- |
| República Dominicana | 4 | 1 | 0.800 | -   |    |    |
| Corea del Sur        | 4 | 1 | 0.800 | -   |    |    |
| Estados Unidos       | 4 | 1 | 0.800 | -   |    |    |
| Panamá               | 2 | 3 | 0.400 | 2   |    |    |
| República Checa      | 1 | 4 | 0.200 | 3   |    |    |
| Nueva Zelanda        | 0 | 5 | 0.000 | 4   |    |    |

     – Clasificados a la Súper Ronda.

    – Clasificados a la Ronda de consolación.

## Ronda de consolación
| Equipo          | G | P | Av    | Dif |
| --------------- | - | - | ----- | --- |
| México          | 5 | 0 | 1.000 | -   |
| Panamá          | 4 | 1 | 0.800 | 1.0 |
| Alemania        | 3 | 2 | 0.600 | 2.0 |
| República Checa | 2 | 3 | 0.400 | 3.0 |
| Australia       | 1 | 4 | 0.200 | 4.0 |
| Nueva Zelanda   | 0 | 5 | 0.000 | 5.0 |

## Súper Ronda
| Equipo               | G | P | Av    | Dif |
| -------------------- | - | - | ----- | --- |
| China Taipéi         | 4 | 1 | 0.800 | -   |
| Estados Unidos       | 3 | 2 | 0.600 | 1.0 |
| Japón                | 3 | 2 | 0.600 | 1.0 |
| Venezuela            | 3 | 2 | 0.600 | 1.0 |
| Corea del Sur        | 1 | 4 | 0.200 | 3.0 |
| República Dominicana | 1 | 4 | 0.200 | 3.0 |

     – Jugarán título Mundial.
     – Jugarán por el 3er Puesto.

## Tercer lugar

### Venezuelavs.Japón
6 de agosto de 2023; Tainan, Taiwán.
| Venezuela                                             | 2 | 0 | 2 | 0 | 2 | 3 | 9 | 11 | 1 |
| Japón                                                 | 0 | 3 | 3 | 0 | 0 | 2 | 8 | 13 | 0 |
| G: Ezequiel Zamora P:Mei Oguri SV: Ender Acosta (VEN) |   |   |   |   |   |   |   |    |   |
| HR: ASIST:                                            |   |   |   |   |   |   |   |    |   |

## Final

### Estados Unidosvs.China Taipéi
6 de agosto de 2023; Tainan, Taiwán.
| Estados Unidos                          | 0 | 0 | 0 | 2 | 1 | 7 | 10 | 11 | 1 |
| China Taipéi                            | 0 | 0 | 0 | 2 | 0 | 2 | 4  | 6  | 2 |
| G:Tyler Early P:Lei Yeh SV: Gavin Gomez |   |   |   |   |   |   |    |    |   |
| HR: ASIST:                              |   |   |   |   |   |   |    |    |   |

## Posiciones finales
La tabla muestra la posición final de los equipos, y la cantidad de puntos que sumaran al ranking WBSC de béisbol masculino.
| Pos | Equipo               | Ranking |
| --- | -------------------- | ------- |
|     | Estados Unidos       |         |
|     | China Taipéi         |         |
|     | Venezuela            |         |
| 4   | Japón                |         |
| 5   | Corea del Sur        |         |
| 6   | República Dominicana |         |
| 7   | México               |         |
| 8   | Panamá               |         |
| 9   | Alemania             |         |
| 10  | República Checa      |         |
| 11  | Australia            |         |
| 12  | Nueva Zelanda        |         |